# پونتیکسو
پونتیکسو (به اسپانیایی: Puenteceso) یکی از دهستان‌های اسپانیا است که در استان لاکرونیا واقع شده‌است.

## خصوصیات
پونتیکسو ۹۲٫۰۱ کیلومترمربع مساحت و ۶٬۸۱۰ نفر جمعیت دارد.